# Desmoscolex rudolphi
Desmoscolex rudolphi är en rundmaskart som beskrevs av Steiner 1916. Desmoscolex rudolphi ingår i släktet Desmoscolex och familjen Desmoscolecidae. Inga underarter finns listade i Catalogue of Life.